# ميشيل شاين
ميشيل شاين هو منتج أفلام كندي، ولد في 8 أكتوبر 1955 في مونتريال في كندا.

## وصلات خارجية
- ميشيل شاين على موقع IMDb (الإنجليزية)
- ميشيل شاين على موقع قاعدة بيانات الفيلم (الإنجليزية)